# Rin Grand Hotel
Hotelul RIN Grand este un fost hotel de patru stele din București, situat în zona Vitan – Bârzești. Acesta a fost construit în anul 2007, în urma unei investiții de 60 de milioane de euro.
Hotelul aparține grupului RIN Hotels, deținut de frații Robert Sorin Negoiță și Ionuț Negoiță, grup din care mai fac parte hotelurile de patru stele: RIN Airport și RIN Central și care este parte integrantă a trustului RIN Group. Trustul este dezvoltator de cartiere rezidențiale: „Domus Stil” cu ansamblurile de locuințe „Confort Residence”, „Confort Park”, „Confort City” și „RIN Grand Residence”, parcul de distracții Water Park din Pipera etc..
Este singurul hotel din România ce dispune de un heliport (nefuncțional, însă). Are o suprafață totală de 115 000 m2 construiți, structurată pe 2 niveluri subterane, parter și 15 niveluri supraterane. Totodată, hotelul beneficiază și de 1000 de locuri de parcare. 
În anul 2008, hotelul avea 1459 de locuri de cazare (dintre care 1.436 de camere și 23 de apartamente), 42 de săli de conferințe, 3 restaurante, 1 lobby bar și un club de sănătate (SPA, centru fitness, piscină și saună).
În anul 2009, hotelul a avut o cifră de afaceri de 9 milioane euro.
Cel mai mare hotel din Europa Continentală a fost Hotelul Russia din Moscova, demolat în 2006. În prezent, cel mai mare hotel din Europa este Hotelul Izmailovo cu 5000 de spații de cazare și Hotelul Cosmos (1777 spații) din Moscova, Hotelul City West (1714 spații) din Dublin și Hotelul Royal National (1630 spații) din Londra.

## Schimbări
Hotelul a trecut prin mai multe evenimente care i-au marcat existența. Primul dintre ele a fost incendiul din iunie 2007, care a cuprins mare parte din clădire, chiar înainte de inaugurarea oficială. Un alt mare eveniment care va schimba radical soarta marelui hotel este, fără îndoială criza economică. Astfel, la finele anului 2010, din cauza costurilor foarte mari de întreținere și scăderea alarmantă a prețului pe noapte hotelieră, proprietarii au hotărât ca mai mult de jumătate din camerele hotelului să fie transformate în apartamente. În cele peste 800 de camere, s-au investit peste 3 milioane de euro pentru schimbarea lor radicală. Astfel, în anul 2014, doar 489 de camere au rămas în regim hotelier, restul fiind transformate în apartamente și incluse în cadrul „Rin Grand Residence”.
La începutul anului 2022, din cauza scăderii gradului de ocupare și a veniturilor, ca urmare a situației generate de pandemia de Coronavirus, Rin Grand Hotel își încetează definitiv activitatea. S-a decis ca ultimele camere aflate în regim hotelier să fie, la rândul lor, transformate în apartamente. La acel moment, se estima că lucrările de conversie, care costă 7 milioane de euro, vor fi finalizate în vara anului 2023, urmând ca apartamentele să fie puse la vânzare.

## Istorie
La Rin Grand Hotel, cunoscut pe vremea aceea drept Flamingo Hotel, și-a trăit ultimele zile primul președinte al Ghanei, Kwame Nkrumah. El a murit la hotel pe 27 aprilie 1972, la 62 de ani.